# Leptopelis
Leptopelis is een geslacht van kleine kikkers uit de familie Arthroleptidae. De groep werd voor het eerst wetenschappelijk beschreven door Albert Carl Lewis Gotthilf Günther in 1859. Het is het enige geslacht uit de monotypische onderfamilie Leptopelinae, tot voor kort behoorde de groep tot de rietkikkers of Hyperolidae.
Er zijn 53 verschillende soorten, inclusief de pas in 2014 voor het eerst wetenschappelijk beschreven soorten Leptopelis anebos en Leptopelis mtoewaate. Alle soorten komen voornamelijk voor in Afrika ten zuiden van de Sahara. Het opvallendste kenmerk van alle soorten zijn de grote ogen met de opvallende pupillen. De kikkers worden ongeveer vijf tot tien centimeter lang, de vrouwtjes zijn dikwijls duidelijk groter dan de mannetjes. Veel soorten kennen in het juveniele stadium een andere kleur dan in het volwassen stadium, de "jeugdkleur" is dan dikwijls groen.

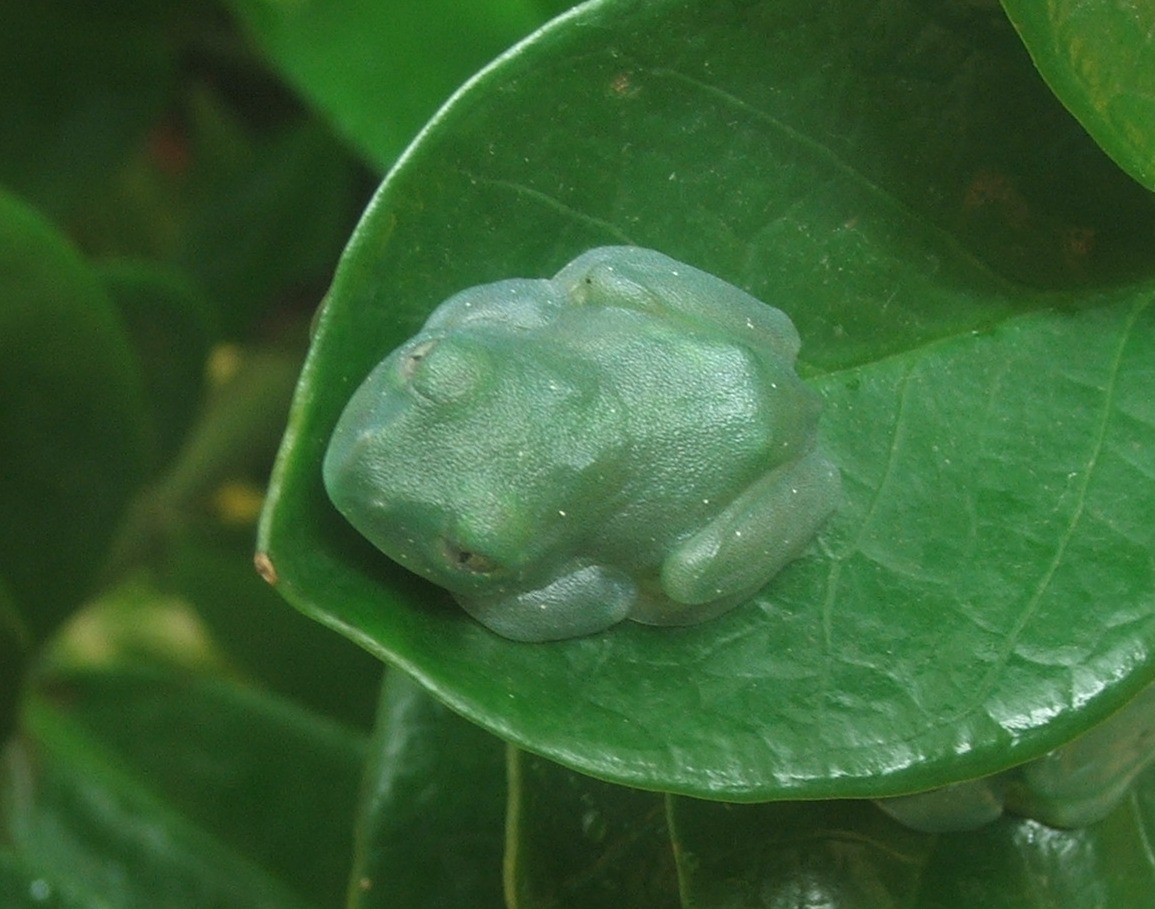
Leptopelis barbouri

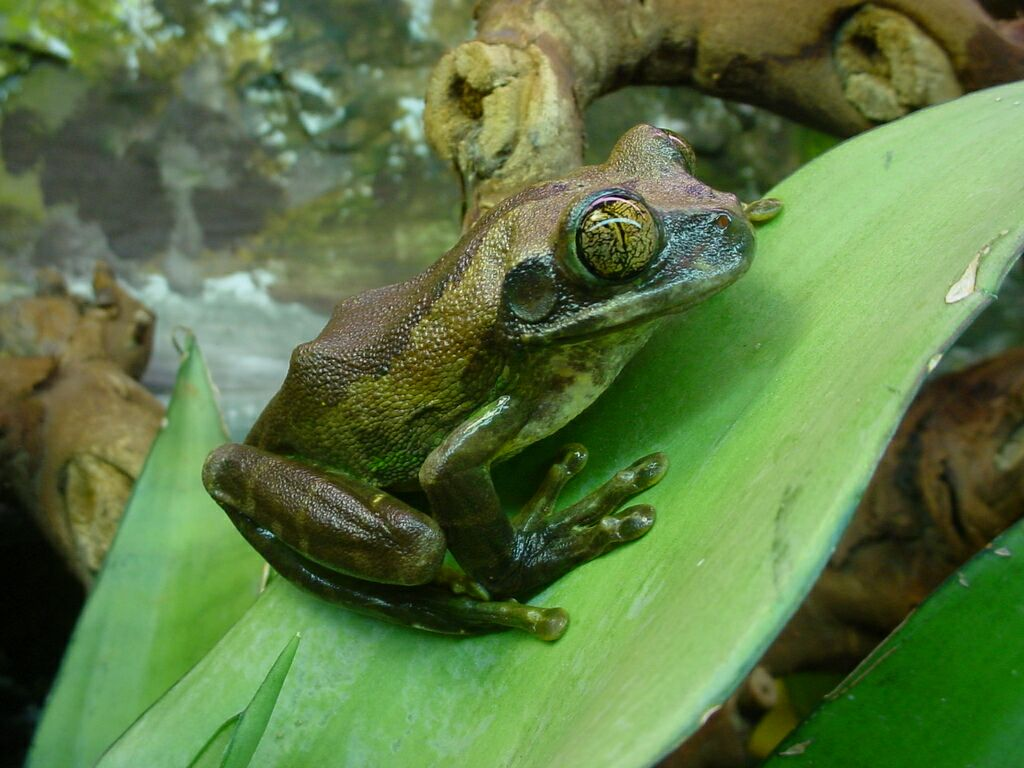
Leptopelis vermiculatus, vrouwtje

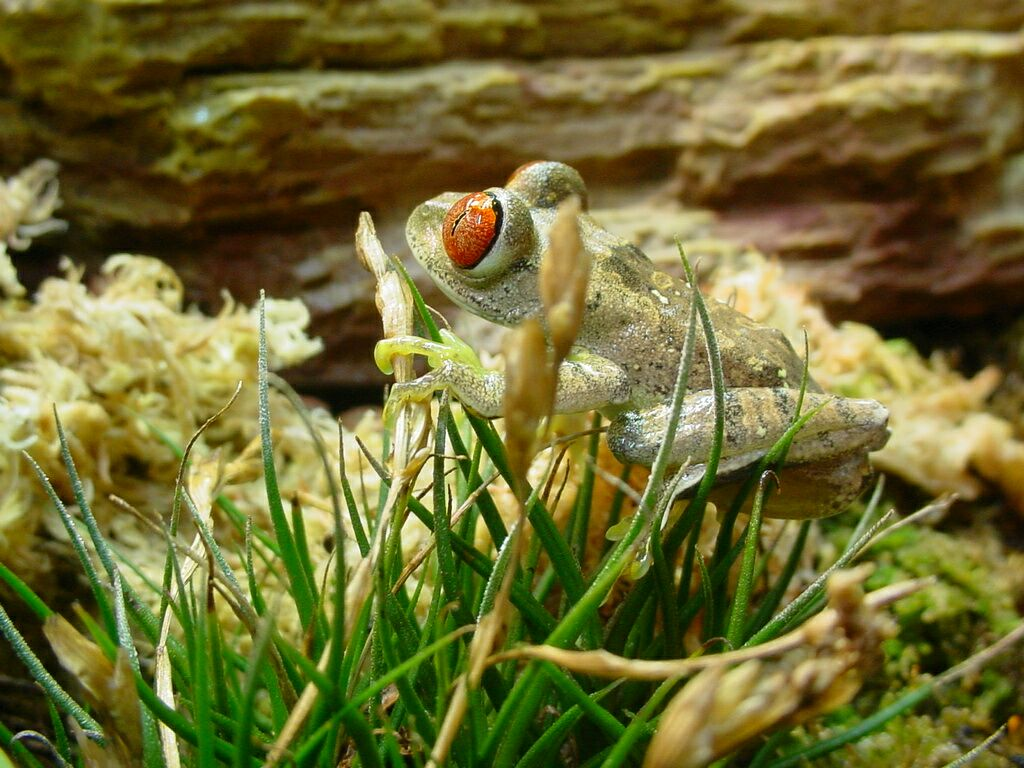
Leptopelis parkeri

## Soorten
Geslacht Leptopelis
- Leptopelis anchietae (Bocage, 1873)
- Leptopelis anebos Portillo & Greenbaum, 2014
- Leptopelis argenteus (Pfeffer, 1893)
- Leptopelis aubryi (Duméril, 1856)
- Leptopelis aubryioides (Andersson, 1907)
- Leptopelis bequaerti Loveridge, 1941
- Leptopelis bocagii (Günther, 1865)
- Leptopelis boulengeri (Werner, 1898)
- Leptopelis brevipes (Boulenger, 1906)
- Leptopelis brevirostris (Werner, 1898)
- Leptopelis broadleyi (Poynton, 1985)
- Leptopelis bufonides Schiøtz, 1967
- Leptopelis calcaratus (Boulenger, 1906)
- Leptopelis christyi (Boulenger, 1912)
- Leptopelis concolor Ahl, 1929
- Leptopelis crystallinoron Lötters, Rödel, and Burger, 2005
- Leptopelis cynnamomeus (Bocage, 1893)
- Leptopelis fenestratus Laurent, 1972
- Leptopelis fiziensis Laurent, 1973
- Leptopelis flavomaculatus (Günther, 1864)
- Leptopelis gramineus (Boulenger, 1898)
- Leptopelis grandiceps Ahl, 1929
- Leptopelis jordani Parker, 1936
- Leptopelis karissimbensis Ahl, 1929
- Leptopelis kivuensis Ahl, 1929
- Leptopelis lebeaui (De Witte, 1933)
- Leptopelis mackayi Köhler, Bwong, Schick, Veith & Lötters, 2006
- Leptopelis macrotis Schiøtz, 1967
- Leptopelis marginatus (Bocage, 1895)
- Leptopelis millsoni (Boulenger, 1895)
- Leptopelis modestus (Werner, 1898)
- Leptopelis mossambicus Poynton, 1985
- Leptopelis mtoewaate Portillo and Greenbaum, 2014
- Leptopelis natalensis (Smith, 1849)
- Leptopelis nordequatorialis Perret, 1966
- Leptopelis notatus (Peters, 1875)
- Leptopelis occidentalis Schiøtz, 1967
- Leptopelis ocellatus (Mocquard, 1902)
- Leptopelis oryi Inger, 1968
- Leptopelis palmatus (Peters, 1868)
- Leptopelis parbocagii Poynton & Broadley, 1987
- Leptopelis parkeri Barbour & Loveridge, 1928
- Leptopelis parvus Schmidt & Inger, 1959
- Leptopelis ragazzii (Boulenger, 1896)
- Leptopelis rufus Reichenow, 1874
- Leptopelis spiritusnoctis Rödel, 2007
- Leptopelis susanae Largen, 1977
- Leptopelis uluguruensis Barbour & Loveridge, 1928
- Leptopelis vannutellii (Boulenger, 1898)
- Leptopelis vermiculatus (Boulenger, 1909)
- Leptopelis viridis (Günther, 1869)
- Leptopelis xenodactylus Poynton, 1963
- Leptopelis yaldeni Largen, 1977
- Leptopelis zebra Amiet, 2001